# Village Likeng
Le village Likeng (chinois simplifié : 李坑村 ; pinyin : Lǐkēng cūn), aussi connu comme petit Likeng ou Xiaolikeng, est situé en Chine, à 3 kilomètres de Xian de Wuyuan sur le côté est du comté. Cette petite communauté a plus de 1000 années d'histoire depuis son existence et est réputée pour son architecture traditionnelle et ses reliques.

## L'histoire et la création du village Likeng
Ce village a été créé en 1010 durant la dynastie des Song du Nord (960-1127) avant de passer le contrôle au Qing dynastie. Durant les temps des Song et Qing, il aurait plus d’une centaine de personnes de grande importance, dont 32 fonctionnaires civils et militaires.

## Architecture et reliques historiques
Le village Likeng est connu pour son architecture, les anciens bâtiments et les fermes appartiennent au style Huizhou d'architecture. Ce style pourrait être regardé comme unique dans l'histoire architecturale chinoise. Il est aussi connu pour sa conservation des calligraphies et des peintures historiques représentants de la dynastie Qing.

## Population
Likeng a une population de 6340 en 2003. La majorité de la population est Han, avec le nom de famille "Li" puisque le village a été construit par le clan de famille Li.

## Pavillon et temples
Cette communauté est aussi connue pour ses 17 temples et pavillons, un de ses temples plus célèbres est celui de Shenming. Shenming veut dire justice et jugements sages. Dans le passé, les gens venaient pour discuter de problèmes déroutants et compliqués. Ils ont exprimé leurs propres déclarations afin de provoquer les autres. La plupart des décisions et des jugements promus par les gens ordinaires dans ce pavillon étaient sages et utiles. Il y a aussi Scholar Bureaucrat Manor, on dit que le gardien de maison est devenu le cinquième titre des officiers chinois après avoir gagné beaucoup d'argent.

## Les jardins
L'est du village abrite le site pittoresque de la résidence de Li Zhicheng, un érudit en arts martiaux, qui fut l'un des chefs de la rébellion paysanne qui mit fin à la dynastie Ming et créa la Dynastie Shun. Il fut un éphémère Empereur de Chine, avant d'être lui-même battu par les Qing. Les visiteurs et touristes peuvent maintenant entrer dans la résidence et apprécier les décors. En plus les ornements, il y a le jardin unique en son genre avec un lilas des indes Lagerstroemia indica âgé de 800 ans. Cet arbre produit toujours des fleurs avec une floraison de 90 jours.

## Gastronomie
L' ancien village de Likeng est également connu pour une spécialité locale d'alcool fabriqué avec du riz collant connu sous le nom en chinois de 糯米 (nùomǐ, en mandarin), fermenté avec de la levure. De faible teneur en alcool, la boisson est riche en glucides et en vitamines . Les Chinois ont adopté le riz gluant comme partie intégrante de leur régime alimentaire, principalement dans des plats saisonniers et festifs. Par exemple, le zongzi est une sorte de mets chinois fait de riz gluant et d'une garniture, cuit à la vapeur dans de grandes feuilles en forme de berlingot. De nombreux plats locaux figurent aux les menus des spécialités culinaires, ainsi la carpe cuite à la vapeur de bière, le chukar aux champignons et la viande rôtie traditionnelle.